# Veganisme
Veganisme betegner såvel den praksis udelukkende at indtage vegetabilske fødevarer som en grundlæggende filosofi samt måde at leve på, hvor der tages afstand fra udnyttelse af dyr til føde, tøj og andre formål.
En person som praktiserer veganisme, betegnes som veganer, mens betegnelsen vegetar anvendes, når personen spiser en rent plantebaseret kost, men ikke nødvendigvis afstår fra at bruge læder, silke og andre produkter fra dyr. Hvis en vegetar desuden indtager æg og/eller mælkeprodukter, lavet af f.eks. komælk, kaldes vedkommende for en ovo og/eller lactovegetar. Da veganisme er etisk funderet, er det misvisende at kalde f.eks. produkter veganske, da det medfører den misforståelse, at ordet plantebaseret og ordet vegetarisk er identisk med ordet vegansk.

## Historie
Donald Watson skabte betegnelsen veganer i november 1944, da han blev træt af at skrive "total vegetar", når han skulle referere til personer, som ikke spiste animalske produkter. Efterfølgende blev betegnelsen "veganer" anvendt i Oxford Illustrated Dictonary i år 1962.
I år 1944 eksisterede der ingen veganske kogebøger, og vitamin B12 var endnu ikke opdaget, men i år 1946 udkom den første veganske kogebog under titlen Vegan Recipes af Fay K. Henderson.
I år 1944 stiftede Donald Watson og Else Shrigley en organisation under navnet The Vegan Society og i denne forbindelse proklamerede organisationen, at formålet var at fravælge animalsk spise samt opfordre til at fremstille alternative produkter til animalske produkter.

## Animalske produkter
Betegnelsen "animalsk produkt" refererer i en vegansk kontekst til ethvert produkt fremstillet af dyr til brug for mennesker. Animalske produkter inkluderer kød, fjerkræ, fisk, æg, mælkeprodukter, bihonning, silke, pels, læder, uld og bivoks. Biprodukter inkluderer gelatine eller husblas (fortykkelsesmiddel, der består af animalsk protein), lanolin, osteløbe, valle, kasein og shellak.

## Varianter af veganisme

### Frugtar-veganere
En frugtar-veganers kost består af mindst 75% rå, friske frugter af forskellige sorter og oprindelser. Udover hovedsagelig frugt, kunne en frugtar-veganers kost inkludere rå og friske grøntsager, nødder og frø. Nogle spiser kun nedfaldsfrugter for at undgå at skade planterne og nogle inkluderer tilberedt vegansk mad til deres kost. Frugten durian, hvis stærke lugt og smag er sammenlignelig med rå løg, kan være en populær frugt blandt frugtar-veganere.[kilde mangler]

### Rå-veganere
Rå-veganeres kost består af mindst 75% rå og friske frugt, grøntsager, nødder og frø. I en rå-vegansk livsstil skal "rå" forstås som vegansk mad, der ikke er opvarmet med en alt for høj temperatur (maks. 42 °C). Formålet med en rå-vegansk livsstil kunne være opnåelse af maksimal sundhed og immunforsvar ved indtagelse af ikke opvarmede og omstrukturerede enzymer og proteiner. At indtage rå-veganske varer i deres hele, oprindelige form kan være en høj prioritet for en rå-veganer. Af den grund er frisk frugt, frem for de soltørrede varianter, foretrukket for en rå-veganer, for at undgå dehydrering af kroppen og mulig fordøjelsesbesvær på grund af mangel på fibre.[kilde mangler]

### Friganere
Friganere køber udelukkende selv plantebaseret føde, men bortset fra det, har de omnivorisk (altædende) livsstil. Et eksempel på sådan livsstil kunne f.eks. være indtagelse af datooverskredne animalske produkter fra containere ved supermarkeder.[kilde mangler] På den måde fører deres kost ikke direkte til økonomisk bidrag til overgreb på dyr, dog kunne en kødspiser have skraldet det kød friganerne har taget. På den måde kan en friganer bidrage til udnyttelse af dyr, da kødspiseren så kan se sig nødsaget til at købe kød.[kilde mangler]

## Plantebaseret kost

### Protein
Veganere får generelt dækket deres proteinbehov gennem deres kost, hvor der spises bælge, frø, nødder, frugt og grøntsager. Mangel på proteiner forekommer derfor kun ved udsultning ved længere periode, da kroppen dagligt genbruger mellem 100 til 300 gram af de allerede eksisterende proteiner i kroppen. En af proteins primære funktioner er vækst. Spædbørn har stor behov for proteiner da deres væksthastighed er høj. Dog får et spædbarn blot 6% kalorier fra proteinerne i modermælken. Den gennemsnitlige kvinde og mand med et dagligt kalorieindtag på hhv. 1600 og 2200 kalorier, har brug for 0,8 gram proteiner per ét kilograms kropsvægt. Eksempel: En kvinde på 56 kg har brug for ca. 45 gram proteiner per dag (56x0.8≈45) og da 1 gram protein er lig med 4 kalorier, svarer det til 180 kalorier (45x4=180). Kogte sojabønner indeholder 16,64 gram proteiner per 100 gram og derfor 45 gram proteiner svarer til 270 gram sojabønner (45/(16,64/100)≈270). Overdrivelse med proteiner (f.eks. ved tilføjelse af proteinpulver, isoleret fra bønner) er ikke fordelagtig da det vil medføre mindre indtagelse af andre næringsstoffer. Af den grund skal højst 10% af kostens kalorier komme fra proteiner for at erstatte de proteiner som vi mister .

### D-vitamin
Der findes to varianter af D-vitamin: D2 (ergocalciferol) og D3 (cholecalciferol). De er funktionelt ækvivalente. Den første kan indtages gennem maden (svampe f.eks.) mens den mest signifikante kilde til D-vitamin er solen. Ved bestråling med solstråler, vil kroppen selv producere D3-vitamin, i huden. I de solrige måneder og lande, behøver mennesker med lysere hud ét kvarters sol, mens mennesker med mørkere hud har brug for tre til seks gange mere sol dagligt, for at producere nok vitamin D3.[kilde mangler]
Der findes ud over D2 også D3-vitamin som vegansk kosttilskud.

### B12-vitamin
B12-vitamin kaldes også for cobalamin og dannes af bakterier. Mangel på B12 kan skyldes ens kost, alder eller sygdomme. Gennem leveren er kroppen i stand til at genbruge og reabsorbere op til 75% af det lagrede B12. De fleste har et lager der kan holde i 3 år, dog er nogles krop bedre end andres til at lagre B12-vitaminet. Mennesker og andre dyr er ikke i stand til at fremstille B12 i deres kroppe. Øvrige dyrearter indtager B12-vitamin via jordrester og snavs på deres foder. Førhen blev mennesker forsynet med B12 fra jord, siddende på grøntsager, fra snavs i vandet og fra kød. I dag, i vores industrialiserede samfund, foretager vi grundig skylning af frugt og grøntsager og drikkevandet bliver filtreret . Sanitet har resulteret i færre sygdomsfremkaldende organismer på bekostning af mindre B12 .
Ifølge The Vegan Society og Vegan Health bør veganeren tilsætte B12 direkte til maden eller supplere som tilskud for at være sikker på at få tilstrækkeligt med B12-vitamin.
De fleste planter er generelt ikke betydelige kilder til B12-vitamin. Et meget lille studie bestående af 19 personer kunne vise, at disse personer kunne dække deres behov for B12 gennem indtagelse af 2-4 gram tang dagligt (nori-tang, som fx bruges til sushi).
Anbefalingen om at indtage B12 som supplement er blevet udfordret af studier, der indikerer, at exogent B12 kan forstyrre den almindelige absorbering af vitaminet i dets naturlige form. Forskningen på kilder til vitamin B12 er blevet udvidet i de seneste år og forskere ved Hiroshima Universitet har udviklet metoder, hvormed man kan dyrke planter, der er rige på vitamin B12. Universitetet har søgt patent på denne metode.

### Kalcium
Plantebaserede kilder til kalcium kunne f.eks. være bladgrønt og appelsiner. Kalcium er vigtig for knoglerne. For mennesker opnås maksimal knoglestyrke i løbet af de først 30 år af levetiden, hvor 45% af knoglemassen dannes inden 11-års-alderen, 45% inden 16-års-alderen og 10% inden 30-års-alderen. Efter det begynder aftagelse af knoglestyrken. Inkludering af rå og frisk bladgrønt (eller andre kalciumkilder) skal derfor være en prioritet for børn, teenagere og unge veganere. Da mellem 2% og 15% af nordeuropæerne er laktoseintolerante  og da mejeriprodukter indeholder kolestrol og kan være årsag til kroniske ørebetændelse, er en plantebaseret kalciumkilde også foretrukken for omnivorerne.

### Fedt: Omega 3 og 6
Omega-3-fedtsyre findes f.eks. i hørfrø og valnødder og omega 6 findes f.eks. i solsikkekerner. For at fordøje hørfrøene er det nødvendigt at kværne dem før de spises. Det anbefalede størrelsesforhold mellem indtag af omega 3 versus omega 6 er 1:2. For at overholde dette forhold, skal 5%-8% af de daglige kalorier komme fra omega 6 og 1,25%-2,5% fra omega 3. Prioritering af indtagelse af omega 3 er fordelagtigt da de fleste forarbejdede madprodukter indeholder 10 gange mere omgea 6 i forhold til omega 3, og da madolier ofte indeholder for meget omega 6. Indtagelse af omega 3 fra veganske kilder anbefales også til dem der spiser fisk, da man derved undgår tungmetaller.

### Jod
Stoffet er et sporstof, der er nødvendig af kroppen for hormon-produktion. Jod findes f.eks. i tang (1-5 mg/kg) og salt tilsat jod (15-25 mg/kg).

### Drikkevarer
Som erstatning for mælk: havremælk, mandelmælk, rismælk, sojamælk.

## Noteapparat